# Gresca Gegantera d'Andorra la Vella
La Gresca Gegantera d’Andorra la Vella és una entitat andorrana que té la missió de difondre la cultura popular i pirinenca del Principat d’Andorra. Fou constituïda l’any 1985 per una agrupació de deu persones i amb el suport del comú d'Andorra la Vella.
L’associació està formada per grallers, geganters i simpatitzants i celebra bona part dels seus actes amb altres colles geganteres a Catalunya –agermanada des dels seus inicis amb els Gegants de Sant Pol de Mar. El seu acte principal té lloc durant la festa major d’Andorra la Vella, celebrada l’inici de l'agost. Durant aquesta diada, la colla celebra una cercavila amb les seves dues peces de ball pròpies, el Ball de gegants (musicat per Joan Roure i Jané i amb la coreografia adoptada dels Gegants de Solsona) i el Ball Medieval (obra d'Albert Barrumeu i coreografiat per Maria Àngels Velando). Entre 1988 i 1992 fou coorganitzadora de la Nit de Foc, acte de crema de falles del Pirineu, i posteriorment hi continuà només com a participant.

## Gegants i els seus orígens
La Gresca Gegantera d’Andorra la Vella té quatre figures diferents. El Carlemany, de 3,50 metres d’alçada i 60 quilograms de pes, i l’Ermessenda, de 3,75 m i 50 kg, en són els gegants principals. Foren creats al taller del sastre festiu català Manuel Casserras i Boix i es batejaren el dia de la creació de la colla. Més endavant, el desè aniversari de l'entitat, s'hi uní el gegantó Martí (2,75 m, 30 kg), creat al taller El Drac Petit del català Jordi Grau i de temàtica esquiadora. Amb el temps s'hi van unir dos nous capgrossos, la Multa i el Decret.
Amb el Carlemany i l’Ermessenda, la colla participà als Jocs Paralímpics de Barcelona de 1992 i van batre un rècord Guinness el 1995 quan els van fer pujar fins al cim del Casamanya.